# Skót Szürkék
A Skót Szürkék a Brit Hadsereg lovasezrede volt 1678-tól egészen 1971-ig, miután egybeolvadtak a Harmadik Vadászezreddel (Prince of Wales's Dragoon Guards, Wales Hercegének Dragonyos Testőrsége) és a Skót-Királyi Dragonyos Testőrséggel (The Royal Scots Dragoon Guards)

## Története
Az ezred története 1678-ra nyúlik vissza, amikor három önálló dragonyos csapat egyesült. 1681-ben a csapatok a Skót-Királyi Dragonyos Ezredbe (The Royal Regiment of Scots Dragoons) formálódtak és 1694-ben a Negyedik Dragonyos Ezred számot kapták. Akkoriban már mint lovas alakulat, szürke lovaikkal és már gyakran használt Szürke Dragonyosok megnevezéssel. 1707-ben a Királyi Észak-angliai Dragonyosok (The Royal North British Dragoons) nevet kapták (észak-angliai volt az alapmegnevezése a skótoknak), de már mint a Skót Szürkék voltak ismeretesek. 1713-ban átszámozásukkal a Második Dragonyos Ezred nevet kapták. 1877-ben megnevezésük végre hivatalossá vált az ezred a Második Dragonyos Ezred, Királyi Skót Szürkék (2nd Dragoons, Royal Scots Greys) nevet kapta, amit 1921-ben a Királyi Skót Szürkékre, Második Dragonyos Ezredre (The Royal Scots Greys, 2nd Dragoons) változtattak. Ezt a címet egészen 1971. július 2-ig tartották, amikor egyesültek a Harmadik Vadász Ezreddel.

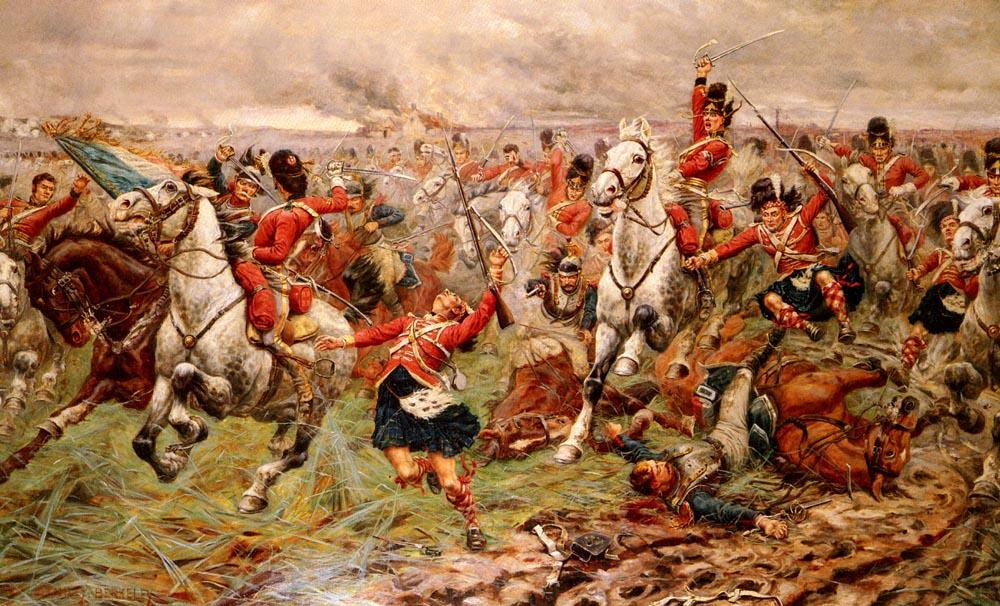
A Skót Szürkék rohama Waterloonál (Gordon Highlander festménye)

## Háborús idők
Az ezred számos csatában tüntette ki magát az 1704-es höchstädti ütközettől (amelyet a britek blenheimi csatának hívnak, Blindheim német falu neve után), egészen a második világháborúig. Legismertebb hadi cselekményük 1815. június 18-ra, a waterlooi csata napjára esik. Az ezred mottója Nemo Me Impune Lacessit (No one provokes me with impunity) azaz „Senki nem provokálhat büntetlenül”.

## Lásd még
- Waterlooi csata